# Monastero di Skellig Michael
Il monastero di Skellig Michael si trova sull'omonima isola sull'oceano Atlantico al largo della costa del Kerry in Irlanda.

## Storia
Il monastero è costruito su una piattaforma terrazzata 180 metri sul livello del mare. È costituito da due oratori, un cimitero, croci, lastre a croce, sei clochán a cupola ad alveare (di cui una è caduta) e una chiesa medievale. Le celle e gli oratori sono tutti costruiti a secco con ingresso ad arco a mensola e la chiesa, che fu costruita in un secondo momento, in pietra a mortaio.
Secondo la leggenda, sarebbe stata eretta nel luogo dove San Patrizio ebbe la visione dell'arcangelo Michele, venuto ad aiutarlo a liberare l'Irlanda dai rettili e dalle forze del male. Da allora divenne meta di pellegrinaggi, lungo un itinerario di cui Skellig Michael costituiva il punto più estremo delle apparizioni dell'arcangelo sul suolo europeo.
La data di fondazione è sconosciuta. Come molti resti paleocristiani nel Kerry, a volte è attribuito a San Finnia, sebbene gli storici ne dubitino. Il primo riferimento sicuro all'attività monastica sull'isola è una fonte sulla morte di "Suibhini di Skelig" risalente all'VIII secolo; tuttavia, si dice che Fionán avesse fondato il monastero nel VI secolo.
Gli Annali dei Quattro Maestri indicano dettagli sugli eventi delle Skellig tra il IX e l'XI secolo. Queste voci suggeriscono che Eitgall di Skellig, abate del monastero, fu preso dai Vichinghi nell'823 e in seguito morì di fame. I Vichinghi attaccarono di nuovo nell'838, saccheggiando le chiese nella città di Kenmare, Skellig e nell'Isola di Innisfallen. L'abbazia agostiniana Abbazia di Ballinskelligs fu fondata nel 950, lo stesso anno in cui morì Blathmhac di Sceilig. Infine, gli annali menzionano la morte di Aedh di Sceilig Michael nel 1040.

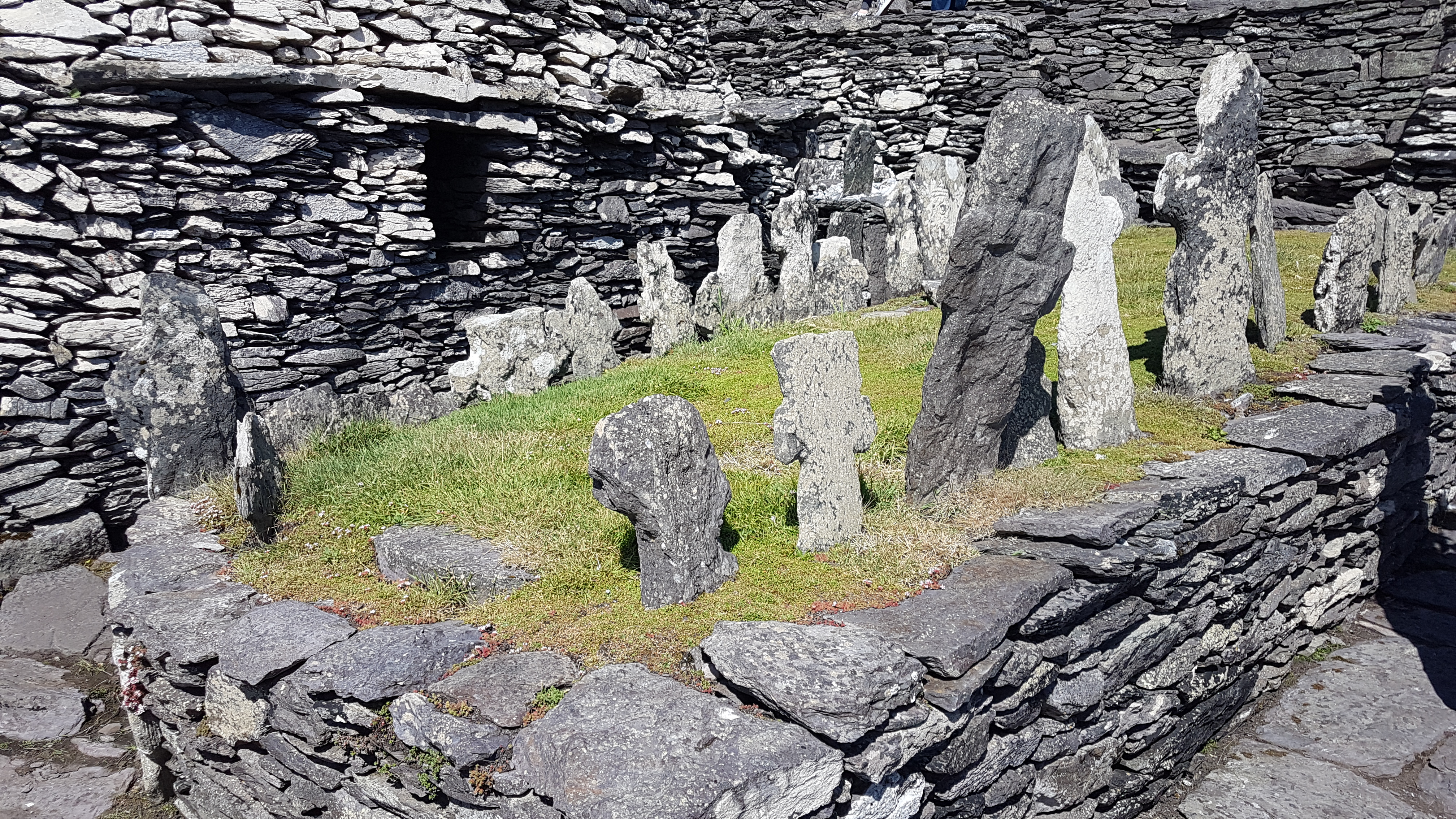
Croci nel cimitero dei monaci.

La capanna più grande, nota come cella A, ha una pianta di 14,5 × 3,8 metri ed è alta 5. Come le altre capanne, le sue pareti interne sono dritte prima di restringersi per raccordarsi al tetto a cupola. All'interno esistono pietre sporgenti, che fungono da pioli, poste a circa 2,5 metri per sostenere il tetto e in alcuni casi potrebbero aver sostenuto gli alloggi al piano di sopra. Delle pietre sporgenti all'esterno molto probabilmente fungevano da ancoraggio per il tetto. Alcune celle contengono rientranze che potrebbero essere state formate per contenere armadi. L'oratorio principale è a forma di barca e misura 3,6 × 4,3 metri. Ha un altare e una finestrella sulla parete orientale. Il piccolo oratorio è situato su un terrazzo, a relativa distanza dal complesso principale. Misura 2,4 × 1,8 × 2,4 metri e contiene una porta bassa (0,9 × 0,5 metri) e una finestra relativamente grande, alta 1 metro sul muro nord-orientale.
La chiesa di San Michele risale al X o all'inizio dell'XI secolo. In origine era costruita principalmente con malta di calce con arenaria importata dall'Isola di Valentia. Oggi è in gran parte crollata, con solo la finestra orientale ancora in piedi. Il centro della chiesa contiene una moderna lapide, datata 1871, eretta per i membri della famiglia di uno dei guardiani del faro.
Il cimitero dei monaci è parzialmente crollato e più piccolo di quando era in uso. Contiene croci di pietra con motivi decorativi inscritti per lo più semplici sul lato ovest, due delle quali sono molto dettagliate e si ritiene siano le prime caratteristiche del sito; in totale sull'isola sono state trovate oltre un centinaio di singole croci di pietra. Ci sono diversi grandi ortostati sui lati nord e ovest. Ci sono anche due leacht sul sito. Il più grande è posizionato tra la Chiesa di San Michele e l'Oratorio principale, e si pensa che siano anteriori al monastero. Quest'ultimo una volta aveva una grande croce verticale all'estremità occidentale, che ora è spezzata. L'altro si trova addossato al muro di contenimento del monastero a sud dell'oratorio. Sotto entrambi sono stati trovati resti umani.

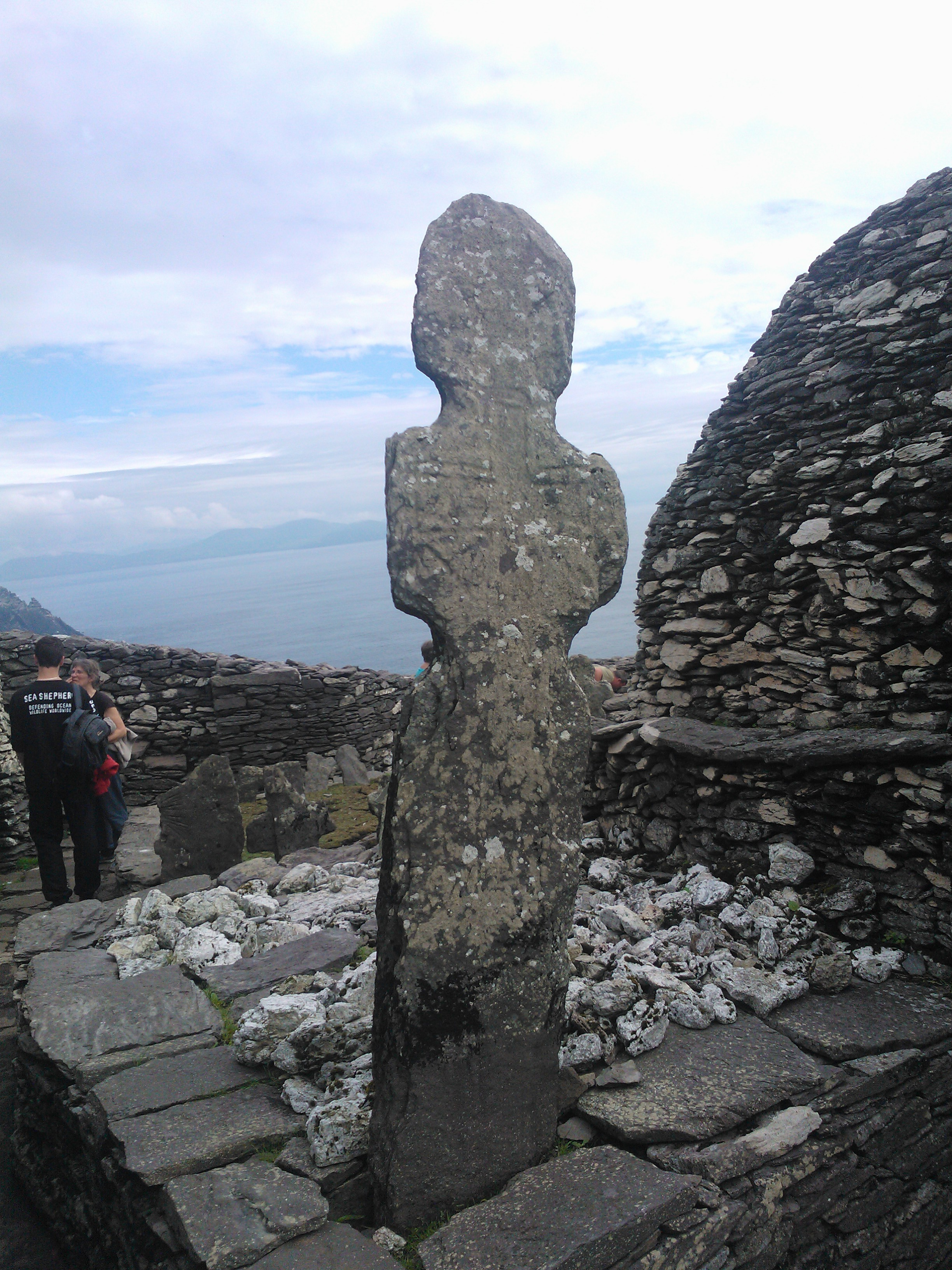
High cross
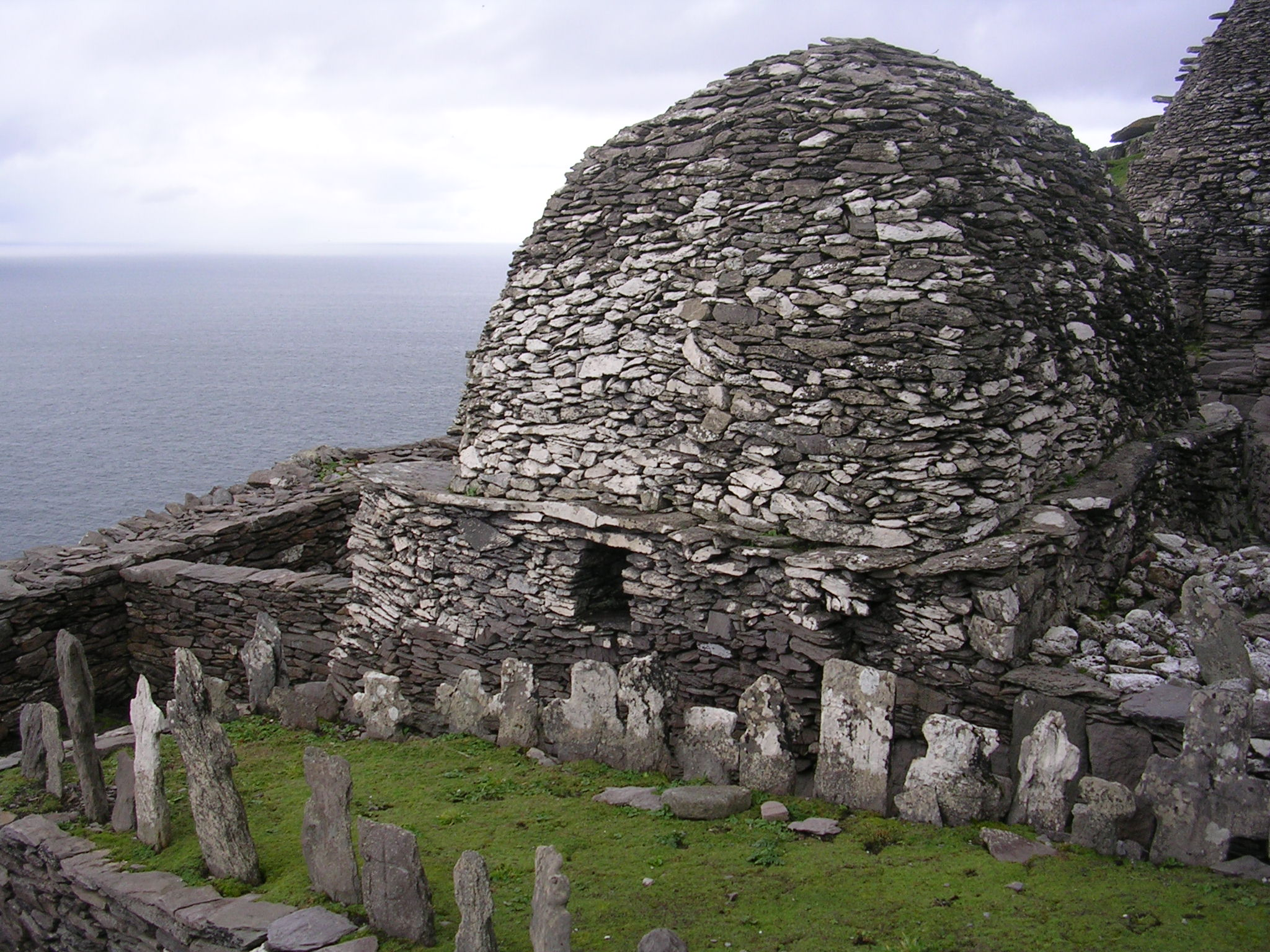
Cimitero e grande Oratorio
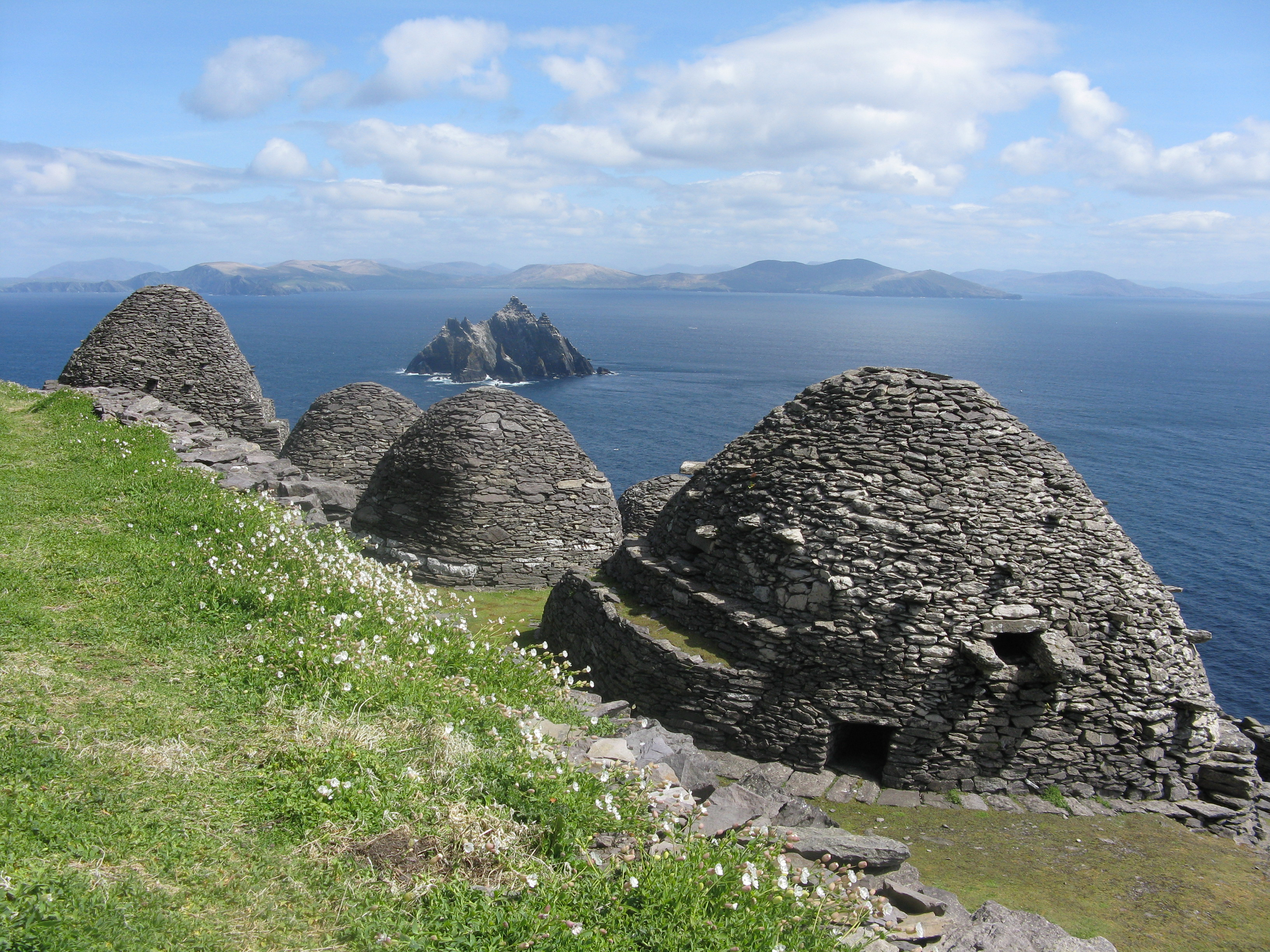
Clocháns; capanna in pietra a secco con tetto conico

È stato stimato che non più di dodici monaci e un abate vivessero contemporaneamente nel monastero. Il monastero fu continuamente occupato fino alla fine del XII o all'inizio del XIII secolo e rimase un luogo di pellegrinaggio fino all'era moderna. La dieta dei monaci dell'isola era leggermente diversa da quella di quelli della terraferma. Con meno terra arabile disponibile per coltivare grano, gli orti erano una parte importante della vita monastica. Per necessità, il pesce, la carne e le uova degli uccelli nidificanti sulle isole erano gli alimenti di base. Le teorie sull'abbandono del sito comprendono il fatto che il clima intorno a Skellig Michael divenne più freddo e più incline a tempeste, incursioni vichinghe, e modifiche alla struttura della Chiesa irlandese. Probabilmente una combinazione di questi fattori spinse la comunità ad abbandonare l'isola e a trasferirsi nell'abbazia di Ballinskelligs. Il trasferimento fu registrato dal chierico e storico cumbro-normanno Giraldus Cambrensis alla fine del XII secolo, quando scrisse che i monaci si erano trasferiti in un nuovo sito sul continente.

## Scale di accesso

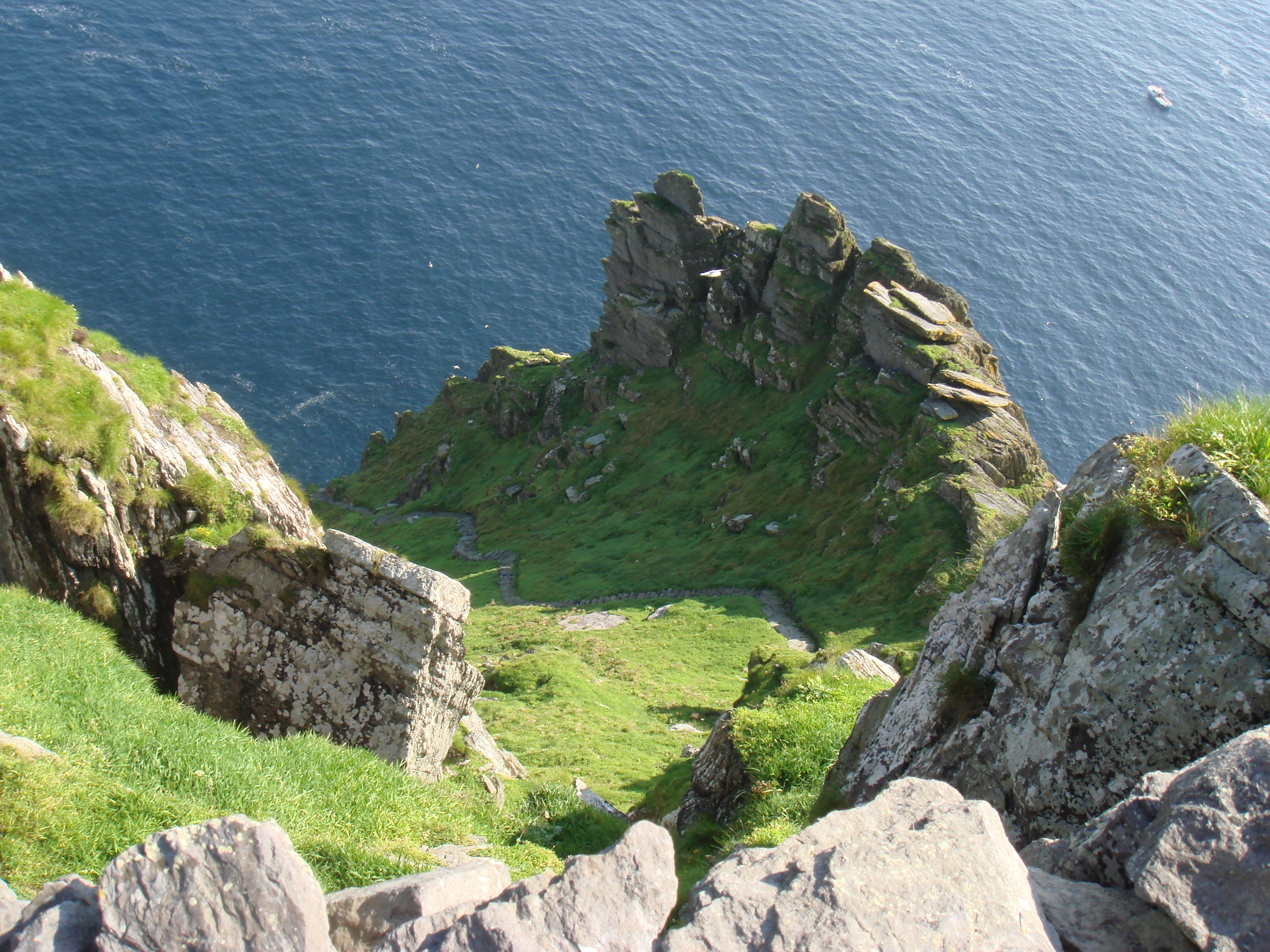
Vista dalla scala sud

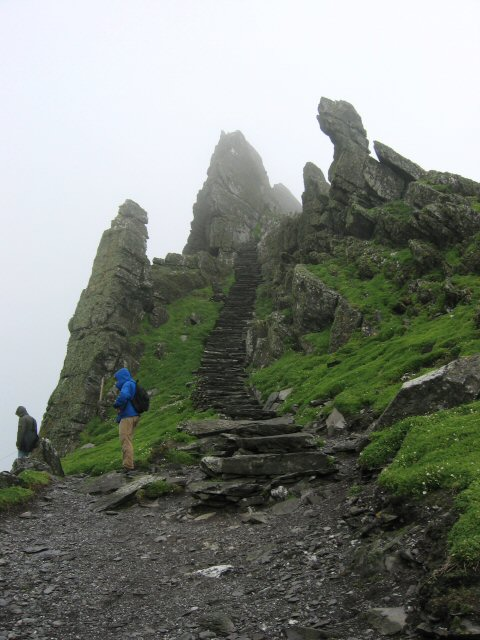
Sentiero per Christ's Saddle

Ognuna delle tre aree di approdo conduce a lunghe scalinate (note come gradinate est, sud e nord) costruite dalle prime generazioni di monaci che abitarono l'isola. Potrebbero aver fatto parte di una rete più ampia; tracce di altri, forse precedenti, passaggi sono stati scoperti altrove sull'isola. L'evidenza archeologica mostra che le sezioni basali di ciascuna serie di gradini erano scavate nella roccia, lasciando il posto a una muratura più stabile pietra a secco una volta raggiunta un'altitudine in cui le onde del mare non le avrebbero più erose. Successivamente i gradini di base furono sostituiti con sentieri in pietra a secco.
La scalinata nord conduce a Blue Cove è costituita da due tratti continui lunghi e ripidi noti come gradini superiori e inferiori. Il percorso superiore è stato costruito in pietra a secco ma in alcuni punti è in pessime condizioni; data la ripida parete su cui sono costruiti, sono soggetti all'erosione e all'impatto della caduta di pietre dalle scogliere soprastanti. La parte inferiore, scavata nella roccia, è stata pesantemente erosa dal mare e parte del terreno intorno ad essa è crollato; le porzioni di gradini perdute sono state sostituite con delle rampe. Negli anni 1820 venne aggiunto un parapetto nella parte più in basso, ampliati durante la costruzione del faro.
La scalinata sud è quella più comunemente usata oggi e si fonde con i gradini della nord alla Christ's Saddle, per condurre al monastero. Attraversano diverse caratteristiche archeologiche, tra cui una stazione di preghiera e un muro. Si trova in buone condizioni e probabilmente è stata riparata dai costruttori del faro. Il suo punto più debole, direttamente sopra la Christ's Saddle, è soggetto a usura per l'uso continuo da parte dei visitatori e richiede una manutenzione continua. I gradini di approdo potrebbero essere stati costruiti dai costruttori del faro; quattordici gradini dall'approdo principale sono praticamente inaccessibili, si fermano brevemente alle due estremità e non portano né al mare né ai livelli più alti.
La base dei gradini est sopra Blind Man's Cove è stata pesantemente danneggiata, con la dinamite, nel 1820 durante la costruzione del molo e della Lighthouse Road e ora sono inaccessibili dal punto di approdo. I gradini sopra questo livello, in una salita molto ripida lungo una parete a strapiombo, sono meglio conservai, poiché nel 2002/2003, sono stati sistemati, e sono in buone condizioni.